# Estádio Pina Manique
O Estádio Pina Manique é um estádio de futebol português situado na cidade de Lisboa, propriedade do Casa Pia AC. O estádio atualmente não tem licença para receber jogos profissionais, e está aguardando o início de obras planejadas. Tem capacidade para aproximadamente 2 574 espectadores.
Pina Manique foi, durante todo o período desde sua construção, a casa do Casa Pia. Após serem expropriados, em 1940, do campo do Restelo - à volta da Casa Pia - ficaram sem estádio próprio até 29 de agosto de 1954, quando foi inaugurado o atual, com obras de Luís Costa Gomes e projeto do arquiteto Cândido Palma de Melo.
O nome do estádio é uma homenagem ao Intendente Pina Manique, fundador da Real Casa Pia de Lisboa, que deu origem ao clube.
Na época de 2022/23 o estádio foi considerado inapto a receber partidas da Primeira Liga, recebendo, portanto, somente partidas de treino e amigáveis, com as oficiais sendo disputadas no Estádio Nacional do Jamor na primeiro temporada, sendo que a partir da segunda passou a utilizar o Estádio Municipal de Rio Maior a mais de 85 km de distância.